# 愛知工科大学
愛知工科大学（あいちこうかだいがく、英語: Aichi University of Technology、公用語表記: 愛知工科大学）は、愛知県蒲郡市西迫町馬乗50-2に本部を置く日本の私立大学。1987年創立、2000年大学設置。

## 概観
1987年（昭和62年）設置の愛知技術短期大学を前身として2000年（平成12年）に設置された。
愛知工科大学自動車短期大学は、2級自動車整備士を取得し、併設する愛知工科大学（1級自動車整備士コース）に3年次編入することで「1級自動車整備士（国）＋学士」を目指せる日本で唯一の編入型短期大学である。

## 沿革

### 略歴
1987年（昭和62年）、愛知県蒲郡市に電子工学科と自動車工業学科を備えた愛知技術短期大学が開学した。2000年（平成12年）、愛知工科大学が開学し、短期大学を愛知工科大学短期大学部に名称を変更した。2007年（平和19年）に短期大学部は愛知工科大学自動車短期大学となった。2008年（平成20年）には大学院を開設した。

### 年表
- 1987年4月1日 - 愛知技術短期大学（電子工学、自動車工業学科）開学。
- 2000年4月1日 - 愛知工科大学（工学部／電子情報工学科・機械システム工学科）開学。愛知技術短期大学を愛知工科大学短期大学部に名称変更。
- 2007年4月1日 - 工学部（機械システム工学科・ロボットシステム工学科・情報メディア学科）に改組。短期大学部は愛知工科大学自動車短期大学に名称変更。
- 2008年4月1日 - 大学院を開設。
- 2010年4月1日 - 宇宙システム研究所開設。
- 2011年4月1日 - ロボットシステム工学科を電子制御・ロボット工学科に名称変更
- 2021年4月1日 - 電子制御・ロボット工学科を電子ロボット工学科に名称変更

## 基礎データ

### 所在地
- キャンパス（愛知県蒲郡市西迫町馬乗50-2）

## 教育および研究

### 学部
工学部
- 機械システム工学科
交通機械系
生産機械系
新素材応用機械系
- 電子ロボット工学科
ロボットシステム系
電気電子制御系
- 情報メディア学科
情報システム系
メディアデザイン系

### 大学院
工学研究科
- システム工学専攻

### 附属機関
- 入試広報センター
- メディア基盤センター
- 地域・産学連携センター
- 基礎教育センター
- ものづくり工作センター
- キャリアセンター
- 高度交通システム研究所
- 宇宙システム研究所

## 学生生活
10月の土日を利用してAUT祭が開かれる。
また、「モノづくりプロジェクト」として様々な競技会に出展している。
学生が学校周辺に路上駐車しているよく見るのは白色のスポーツカー

### 主な実績
- NHK大学ロボコン
  - 2003年：全国優勝
  - 2005年：準優勝
- エコカーフェスタ2005：総合優勝
- ソーラーカーフェス2005：総合優勝
- K耐久東海シリーズ2018：優勝、総合優勝
- K耐久東海シリーズ2020：K-ST(学生対抗選手権)クラス優勝、準優勝
- レインボーカラーズ耐久レース2021：K-ST(学生対抗選手権)クラス優勝、準優勝

## アクセス
- JR東海道本線・名鉄蒲郡線 蒲郡駅南口から無料スクールバスで約12分。
  - 無料スクールバスは土曜日・日曜日・祝日・休講日は運行しない。
- JR東海道本線 三河塩津駅・名鉄蒲郡線 蒲郡競艇場前駅下車、徒歩で約15分。

## 附設校
- 愛知工科大学外国語学校 - 愛知県名古屋市瑞穂区